# Mientras haya un circo
Mientras haya un circo es una película de Argentina en blanco y negro dirigida por Carlos Borcosque según su propio guion escrito que se estrenó el 11 de septiembre de 1958 y que tuvo como protagonistas a Adrianita, Carlos Borsani, Mercedes Carreras y Nélida Lobato. También colaboró Eber Lobato a cargo de la coreografía. Fue la última película de Adrianita.

## Sinopsis
Un joven trapecista lucha por curar a un niño paralítico.

## Reparto
- Adrianita
- Carlos Borsani
- Guillermo Longoni
- Mercedes Carreras
- Eber Lobato
- Nélida Lobato
- María Luisa Santés
- Carlos Gouthié
- Carlos Borcosque (hijo)
- Oscar Orlegui

## Comentarios
Clarín dijo en su crónica:

”Una buena intención…casilograda…Con un poco más de preocupación en el rodaje, sobre todo en lo que concierne a la espontaneidad de los jóvenes actores…hubiera tenido un acento más adecuado a su espíritu que enaltece la solidaridad juvenil…El montaje del film, muy bien.”

Por su parte La Razón comentó:

”Adrianita olvida que ya es una adolescente y limita su juego interpretativo a ojos llorosos y sonrisas inexpresivas.”